# Deutz-Fahr

Deutz-Fahr logo

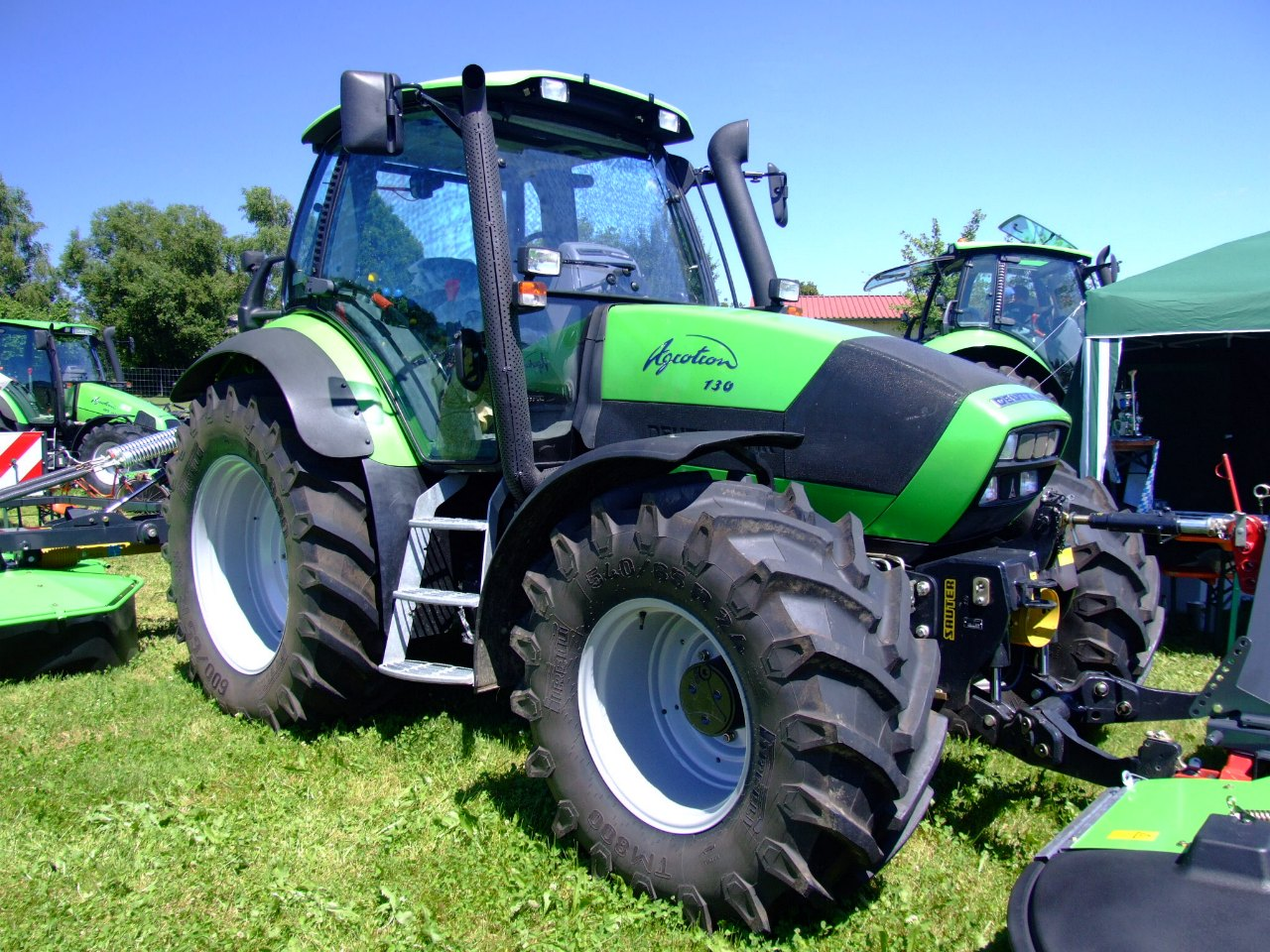
Deutz-Fahr Agrotron 130

Deutz-Fahr var Deutz AG:s tillverkning av jordbruksfordon: traktorer, balpressar, skördetröskor m.m. Idag är Deutz-Fahr ett varumäke i koncernen SAME Deutz-Fahr.

## Historik
Deutz inledde tillverkning av traktorer 1927. År 1968 köpte Deutz delar av Fahr och 1970 köpts resterande del. Från 1981 används namnet Deutz-Fahr som varumärke.
År 1995 blev Deutz-Fahr en del av SAME Lamborghini-Hürlimann, varpå SAME Deutz-Fahr bildades. 